# Turmburg (Walluf)
Die Wallufer Turmburg ist der Rest einer Niederungsburg neben der Johanniskirche am Ortsausgang (Richtung Wiesbaden) des Ortsteils Niederwalluf der Gemeinde Walluf im Rheingau-Taunus-Kreis in Hessen.

## Geschichte und Anlage
Bereits 770 wurde eine „villa waltaffa“ an der Burgstelle erwähnt, die vermutlich der Anfang der späteren Turmburg war, die im 10. Jahrhundert zum Schutz eines Rheinübergangs (Sandbank) gegen die vordringenden Normannen erbaut wurde. In der zweiten Hälfte des 11. Jahrhunderts wurde im Besitz des Klosters Kornelimünster ein Wohngebäude erbaut. Die Burg wurde um 1200 zerstört und der Besitz ging 1263 an Ritter Heinrich gen. Frank von Wiesbaden.
1931 bis 1933 wurden die Reste der Burg freigelegt. Die Burganlage zeigt den Rest des Turms aus Gussmauerwerk auf einer Grundfläche von 9,60 mal 11,60 Meter und einer Mauerstärke von 2,20 bis 2,30 Meter und Grabenreste, die den Turm umgeben. Die Burg verfügte über einen Zwinger, ein romanisches Wohnhaus und ein Beinhaus. Sie ist ein seltenes Beispiel eines frühromanischen Herrensitzes.

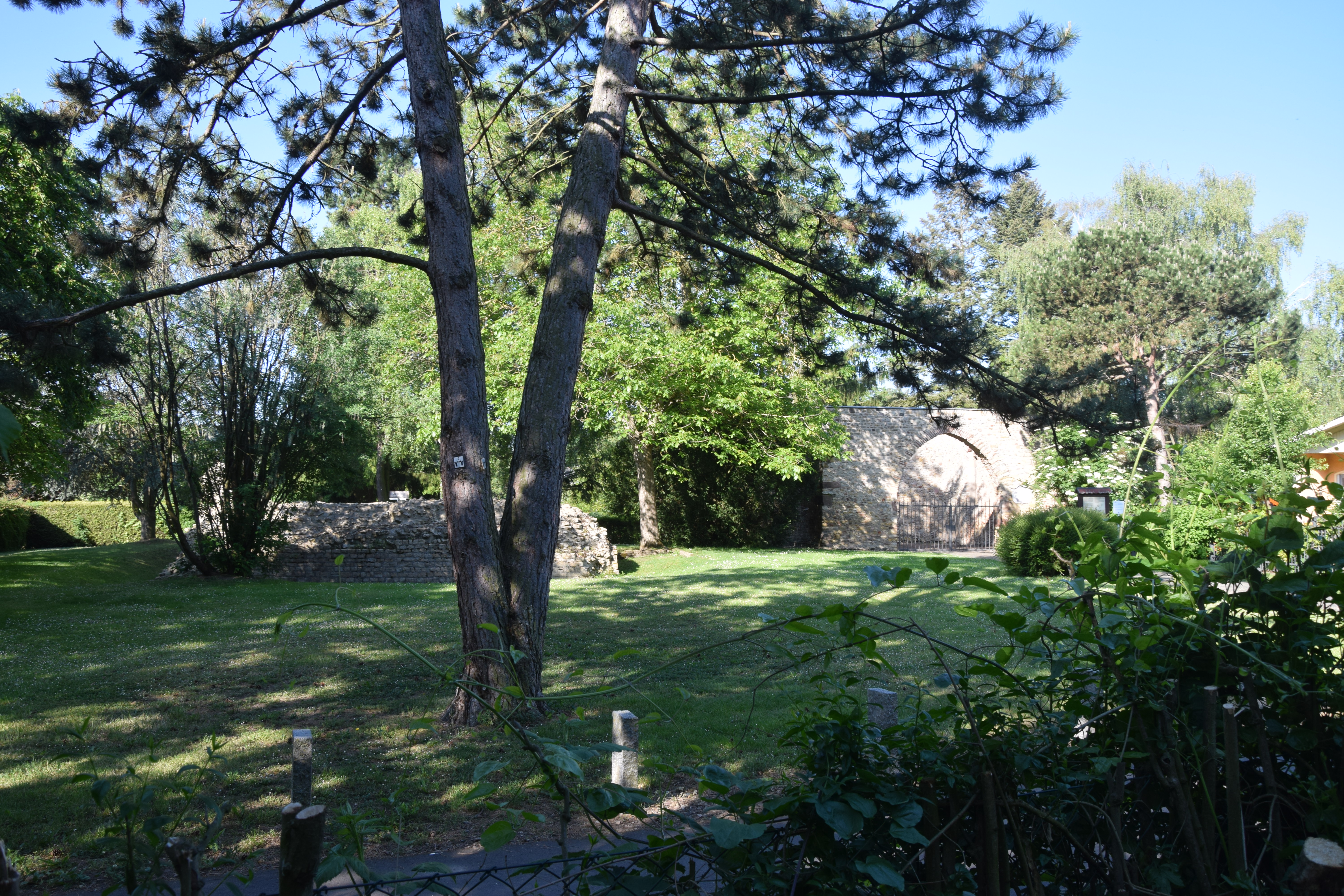
Links Turmburgreste, rechts Johanniskirche
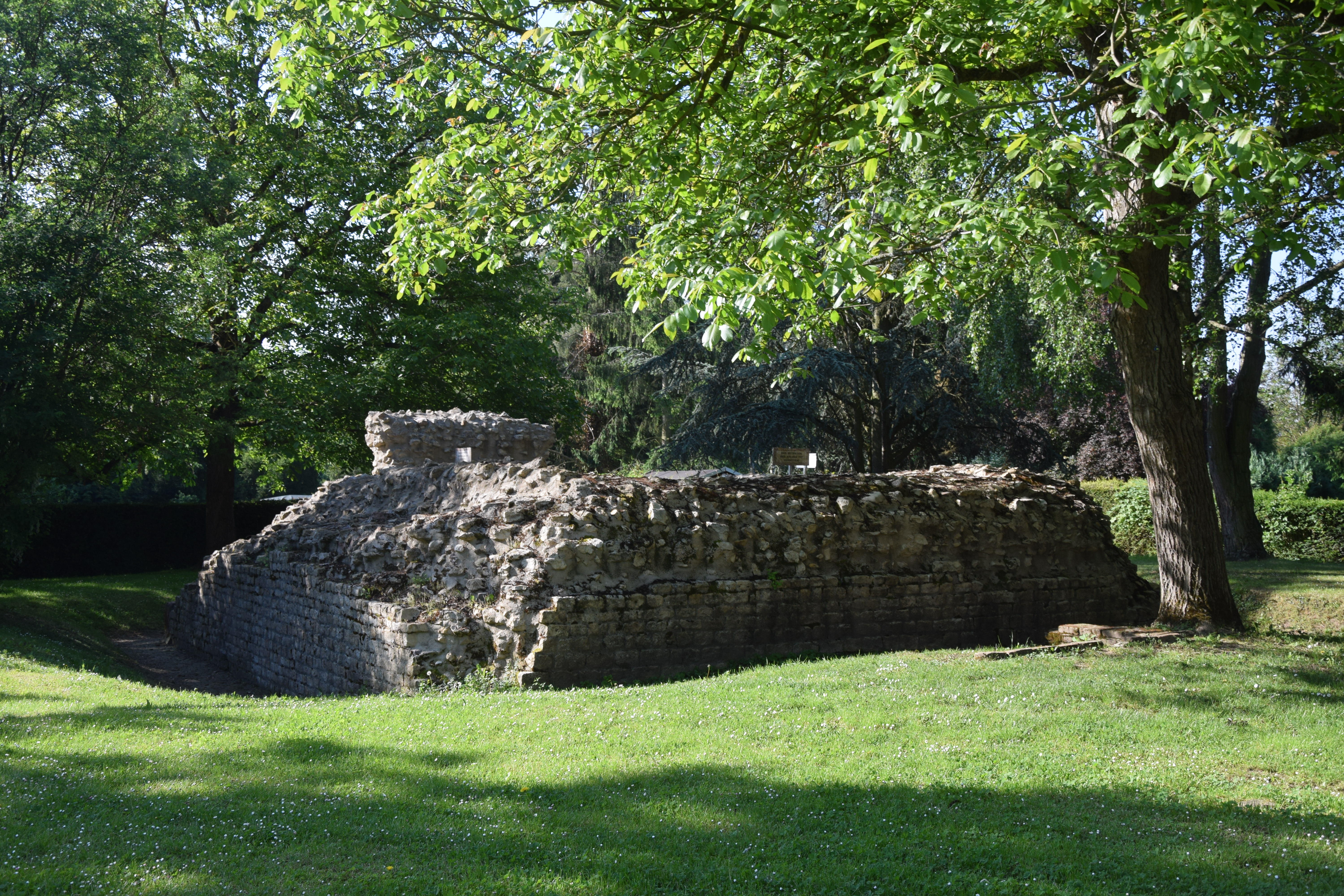
Nahaufnahme
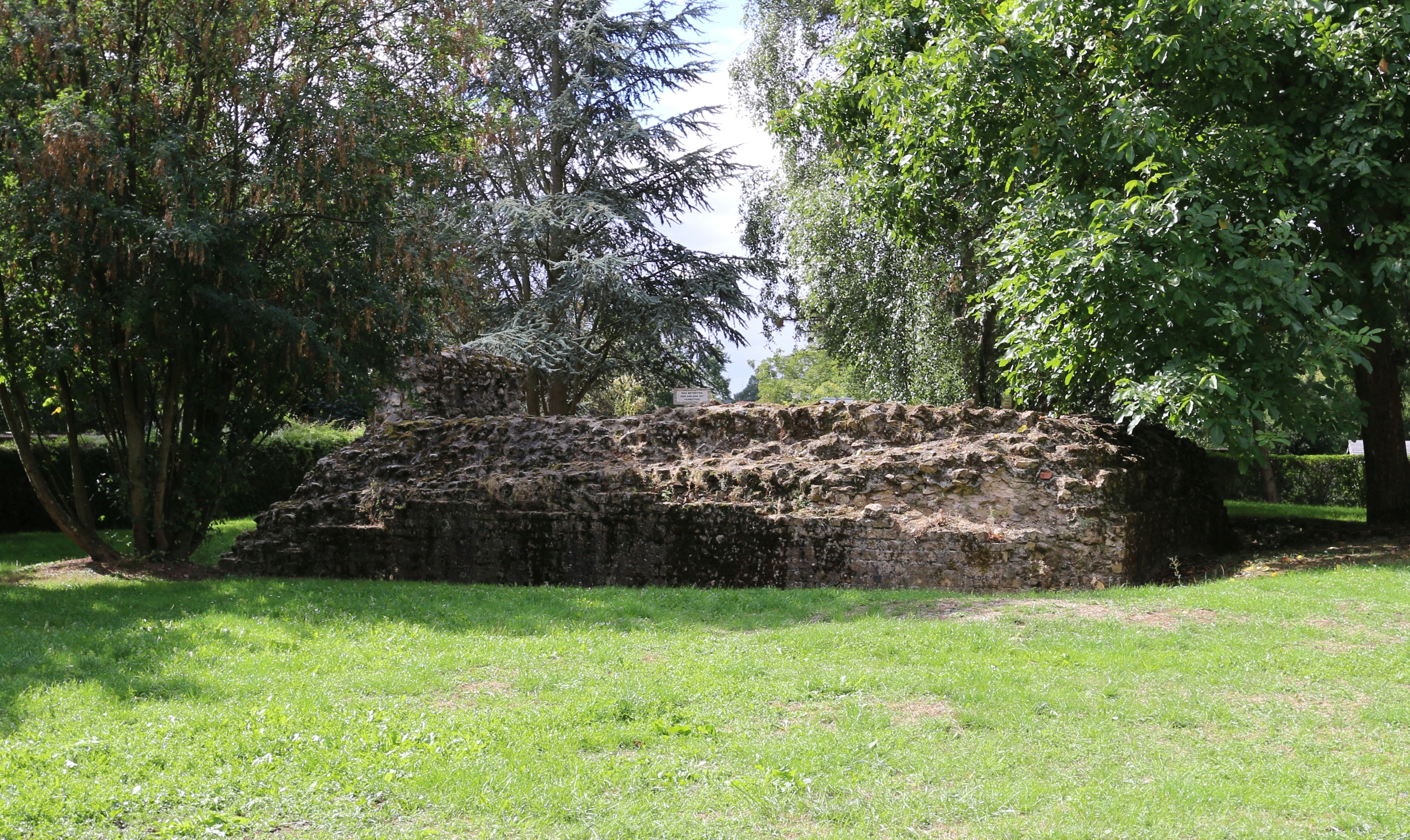
Die Grundmauern des hessischen Kulturdenkmales